# 리카르도 산체스
리카르도 호세 산체스 루고(스페인어: Ricardo José Sánchez Lugo, 1997년 4월 11일 ~ )는 베네수엘라의 야구 선수이자, 전 KBO 리그 한화 이글스의 투수이다.

## 미국 프로야구 시절
2020년에 세인트루이스 카디널스에 입단하였다.

## 한국 프로야구 시절

### 한화 이글스시절
2023년 4월에 어깨 부상으로 퇴출된 버치 스미스를 대체할 외국인 투수로 영입되었다. 2024년 7월 28일 부상이 지속되어 방출되었다. 대체 선수로는 6주간 임시 대체 선수로 계약을 맺었던 라이언 와이스가 정식 계약을 맺으며 영입되었다.